# Mokrousovskij rajon
Il Mokrousovskij rajon (in russo Мокроусовский район?) è un rajon dell'Oblast' di Kurgan, nel Bassopiano della Siberia occidentale.